# Hartwig von Dassel (Admiral)
Hartwig Deodat Julius von Dassel (* 10. April 1861 in Barendorf; † 6. Juni 1933 in Stettin) war ein deutscher Seeoffizier und zuletzt Vizeadmiral der Reichsmarine.

## Leben

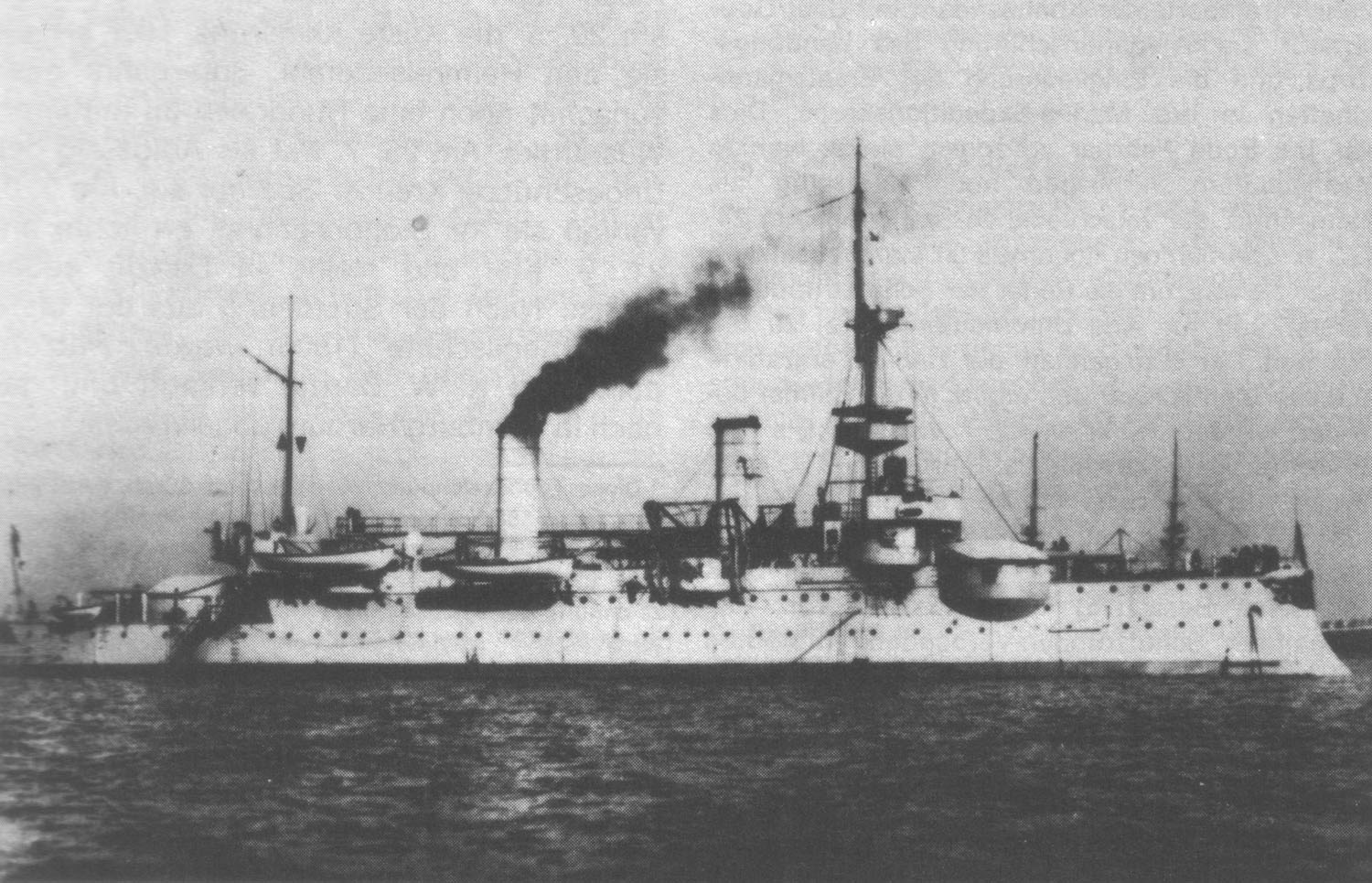
Als Korvettenkapitän wurde von Dassel 1902 Kommandant der SMS Hagen, das sechste Schiff der Siegfried-Klasse, einer Klasse von acht Küstenpanzerschiffen.

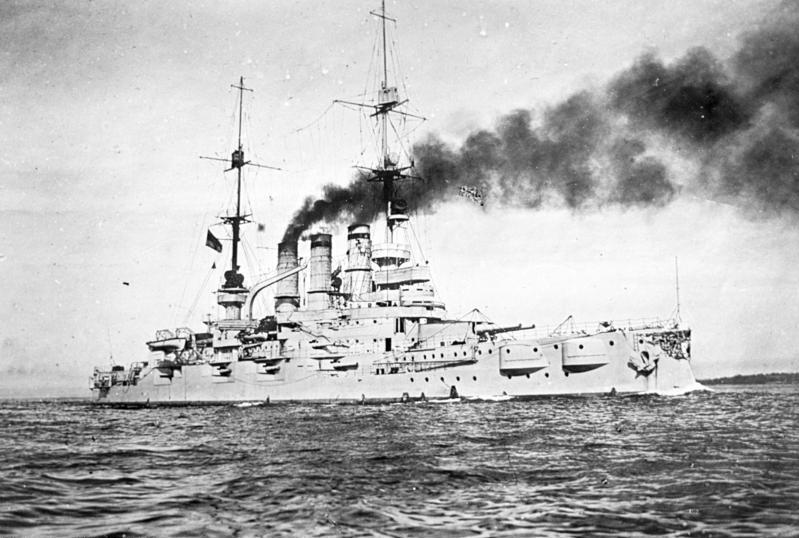
Kapitän zur See von Dassel war zwischen 1907 und 1908 erster Kommandant der SMS Pommern, ein zur Deutschland-Klasse gehörendes Einheitslinienschiff.

### Herkunft
Hartwig Deodat Julius von Dassel stammte aus dem niedersächsischen Adelsgeschlecht Dassel und war der Sohn des Rittmeisters Leonhard Christof Konrad von Dassel (1825–1896) und dessen Frau Sofie Charlotte, geb. Compe (1833–1903).

### Werdegang
Hartwig von Dassel trat am 21. April 1877 als Kadett in die Kaiserliche Marine ein und besuchte im Jahr darauf die Marineschule.
Er fand nach Abschluss seiner Ausbildung zum Seeoffizier verschiedene Verwendungen. Am 14. März 1885 wurde er zum Leutnant zur See befördert und war 1891 Inspektionsoffizier und Lehrer an der Marineschule Kiel. Im gleichen Jahr wurde er zum I. Coetus an die Marineakademie nach Kiel kommandiert. Am 15. Februar 1892 wurde er zum Kapitänleutnant befördert.
Ab dem 1. Oktober 1892 war er zum II. Coetus an die Marineakademie kommandiert, war aber ab dem 10. Februar 1893 war er für sechs Wochen beurlaubt und war in einer Heilanstalt zur Gesundung untergebracht. Am 1. April 1893 wurde er auf der Kaiserlichen Yacht SMY Hohenzollern kommandiert.
1894 war er zur Disposition des Inspekteurs der II. Marineinspektion in Wilhelmshaven. 1895 war er Navigationsoffizier auf dem Panzerschiff Kurfürst Friedrich Wilhelm, kam dann im Sommer des gleichen Jahres als Wachoffizier wieder auf die Hohenzollern.
Vom 5. Januar 1897 bis 30. September 1897 war er für den erneuten Indienststellungszeitraum Kommandant der Blitz.
Vom 29. März 1898 bis 30. November 1898 war er Kommandant der Olga. Am 17. August 1898 wurde er Korvettenkapitän.
Für den Indienststellungszeitraum vom 16. März 1899 bis 30. November 1899 war er Kommandant der Zieten.
Von der erneuten Indienststellung am 15. Januar 1901 bis März 1902 war er wieder Kommandant der Olga. Im Mai/Juni 1902 kommandierte er kurz die Ägir, um für den Indienststellungszeitraum vom 15. Juli 1902 bis 29. September 1902 die Heimdall zu kommandieren. Als Nachfolger von Fregattenkapitän Karl Dick wurde er ab September 1902 bis zur erneuten Außerdienststellung am 8. Juli 1903 Kommandant der Hagen, das sechste Schiff der Siegfried-Klasse, einer Klasse von acht Küstenpanzerschiffen, und wurde in dieser Position zum Fregattenkapitän befördert. Anschließend wurde er mit der erneuten Indienststellung am 8. Juli 1903 Kommandant der Beowulf, das zweite Schiff der Siegfried-Klasse. Diesen Posten hatte er bis September 1903 inne, woraufhin Korvettenkapitän Franz von Holleben seine Nachfolge antrat.
Im März 1904 wurde Fregattenkapitän Hartwig von Dassel Nachfolger von Kapitän zur See Otto Mandt als Kommandant der Kreuzerfregatte Stosch, eine Gedeckte Korvette der Bismarck-Klasse, die Ende der 1870er Jahre für die Kaiserliche Marine gebaut wurde. Dieses Kommando behielt er bis März 1906 und wurde dann abermals von Kapitän zur See Franz von Holleben abgelöst. Am 7. August 1905 wurde er Kommandeur Zweiten Grades des Dannebrogordens und während seiner Kommandeurszeit auf der SMS Stosch zudem am 17. Mai 1904 zum Kapitän zur See befördert. Er kam später als Dezernent in das Reichsmarineamt.
Als Anfang August 1907 die Pommern in Dienst gestellt wurde, übernahm er das Kommando über das Linienschiff. Diesen Posten hatte er bis Oktober 1908, woraufhin Kapitän zur See Konrad Henkel sein Nachfolger wurde. Am 12. Dezember 1908 wurde sein Gesuch auf gesetzliche Pension mit der Verleihung des Charakters als Konteradmiral bewilligt und er zur Disposition gestellt.
Er war als solcher Reichskommissar für die Seeämter Stettin und Stralsund, die für die Küsten der Regierungsbezirke Köslin, Stettin und Stralsund in der Provinz Pommern zuständig waren. 1932 schied er, mittlerweile Vizeadmiral, aus der Position des Reichskommissar beim Seeamt Stettin aus.
Bis Mai 1908 hatte er u. a. den Roten Adlerorden 3. Klasse mit der Schleife, den Kronen-Orden 2. Klasse, das Ritterkreuz des Hausordens der Wendischen Krone, das Komturkreuz des griechischen Erlöser-Ordens und den Osmanié-Orden 2. Klasse erhalten.